# مارك هاريس (لاعب كرة قدم مواليد 1998)
مارك هاريس (مواليد 29 ديسمبر 1998) هو لاعب كرة قدم ويلزي يلعب في مركز المهاجم أو الجناح في نادي كارديف سيتي.

## وصلات خارجية
- مارك هاريس (لاعب كرة قدم مواليد 1998) على موقع الاتحاد الأوربي (الإنجليزية)
- مارك هاريس (لاعب كرة قدم مواليد 1998) على موقع قاعدة بيانات كرة القدم.إي يو (الإنجليزية)
- مارك هاريس (لاعب كرة قدم مواليد 1998) على موقع ناشيونال فوتبول تيمز (الإنجليزية)
- مارك هاريس (لاعب كرة قدم مواليد 1998) على موقع Soccerbase.com (لاعب) (الإنجليزية)
- مارك هاريس (لاعب كرة قدم مواليد 1998) على موقع Soccerway.com (الإنجليزية)
- مارك هاريس (لاعب كرة قدم مواليد 1998) على موقع عالم كرة القدم.نت (الإنجليزية)